# 伊藤章雄
伊藤 章雄（いとう ゆきお、1941年 - ）は中央大学大学院兼任講師、三井住友海上火災保険顧問。前職は東京都総務局理事。

## 略歴
- 中央大学経済学部国際経済学科卒
- 研究分野は地方自治、公務員制度、人事行政、行政経営、危機管理、行政組織論

## 著書
- 『行政マン　リーダーの条件』（学陽書房）2004年。
- 『行政マンの仕事術』（学陽書房）2002年。
- 『地方上級公務員の論文』（成美堂出版）2004年。
- 『フットワークのいい行政マン』（都政新報社）1998年。
- 『50点アップの論文技法』（都政新報社）2003年。
- 『今、公園で何が起こっているか』（ぎょうせい）2002年。